# Caladenia atroclavia
Caladenia atroclavia är en orkidéart som beskrevs av David Lloyd Jones och Mark Alwin Clements. Caladenia atroclavia ingår i släktet Caladenia och familjen orkidéer. Inga underarter finns listade i Catalogue of Life.